# Rivera megye
Rivera  egy megye Uruguayban. A fővárosa Rivera .

## Földrajz
Az ország északkeleti részén található. Megyeszékhely: Rivera 